# 刘孔祺
刘孔祺，江西安福人，是一名明朝政治人物。
刘孔祺曾于1609年接替张世臣任崇明县知县一职，1611年由游应丰接任。